# Liutgard
Liutgard (845 körül – 885. november 17.), III. Lajos keleti frank király felesége.

## Származása
Liudolf szász gróf és Oda első leányaként és harmadik gyermekeként. A szülők 830 körül keltek egybe.
Apai nagyszülei: Brun szász gróf és Verlai Gizella
Anyai nagyszülei: Billung, Wichmann grófja és Aeda

## Testvérei
- Brúnó (elhunyt 880. február 2-án), Szászország későbbi hercege. Nem házasodott meg és utódai sem születtek. A vikingek ellen vívott ebstorfi ütközet során vesztette életét. Később a katolikus egyház szentté avatta őt, ünnepnapját pedig minden év február 2-án, halála évfordulóján tartják meg a hívők.
- Ottó (851 körül – 912. november 30.), I. Ottó néven később Szászország hercege, aki nőül vette Babenbergi Hedviget, Frankföld hercegének, Henriknek egyetlen gyermekét. Három fiuk (Thankmar, Liudolf és Henrik) és egy leányuk (Oda) született. Ottó unokája lett a későbbi I. Ottó német-római császár. A szász herceg veje nem más volt, mint Zwentibold (Karintiai Arnulf német-római császár törvénytelen fia), Lotaringia királya a Karoling-dinasztiából.
- Hathumoda, ő zárdafőnöknő lett
- Gerberga, akárcsak nővére, később ő is zárdafőnöknő lett
- Krisztina, két nővéréhez hasonlóan, szintén zárdafőnöknő lett

## Házasságai
Liutgard 874. november 29-én nőül ment a 39 vagy 44 éves III. Lajos keleti frank és szász királyhoz, II. Lajos keleti frank király másodszülött fiához, akit előtte már eljegyeztek Adalhard gróf egyik leányával. A frigyből, mely 7 évig tartott, két gyermek jött világra, Lajos és Hildegard.
Örököseik:
- Lajos (877–879)
- Hildegard (879 körül – 899 után), apáca lett a bajorországi Frauenchiemsee szigetén

882. január 20-án Lajos elhunyt, az ifjú özvegy pedig ismét férjhez ment. Második hitvese a 22 vagy 27 éves I. Burchard sváb herceg lett még ugyanabban az évben, akinek három örököst (Burchard, Udalrich és Dietpirch) szült házasságuk mindössze 3 éve során. Az asszony valószínűleg utolsó gyermeke születése közben, vagy az után hunyt el, talán gyermekágyi láz következtében.
Második házasságából származó utódai:
- Burchard (883 – 926. április 29.), II. Burchard néven későbbi sváb herceg és raetiai gróf, aki feleségül vette Zürichi Regelindát, I. Eberhard gróf leányát, akitől öt örököse született, Gizella, Hicha, Burchard, Berta és Adalric.
- Udalrich (884 – 885. szeptember 30.)
- Dietpirch (885 – ?), ő Hupald dillingeni gróf felesége lett. Több gyermekük is világra jött, köztük Augsburgi Ulrik püspök.

## Természete, címei
Az utókor úgy ismeri Liutgard asszonyt, mint erős akaratú, határozott nőt, rendkívüli politikai ambíciókkal. Első férje révén lotaringiai királyné is volt 876-tól 882-ig. 879-től 882-ig keleti frank és szász királyné volt, 880-tól 882-ig pedig bajor királyné.